# گروس گراتس
گروس گراتس (به آلمانی: Groß Garz) یک منطقهٔ مسکونی در آلمان است که در تسهرنتال واقع شده‌است. گروس گراتس ۷۷۲ نفر جمعیت دارد.